# Carretera Federal 34
La Carretera Federal 34, es una carretera Mexicana que recorre el noreste del estado de Durango, inicia en Coneto a 5 km de Rodeo, donde entronca con la Carretera Federal 45 y termina en Pedriceña donde entronca con la Carretera Federal 45, tiene una longitud total de 97 km.
Las carreteras federales de México se designan con números impares para rutas norte-sur y con números pares para las rutas este-oeste. Las designaciones numéricas ascienden hacia el sur de México para las rutas norte-sur y ascienden hacia el Este para las rutas este-oeste. Por lo tanto, la carretera federal 34, debido a su trayectoria de este-oeste, tiene la designación de número par, y por estar ubicada en el Norte de México le corresponde la designación N° 34.

## Trayectoria

### Durango
- Coneto – Carretera Federal 40
- Nazas
- Santa Teresa
- Los Cuatillos – Carretera Federal 45